# 大石ダム
大石ダム（おおいしダム）は、新潟県岩船郡関川村、一級河川・荒川水系大石川に建設されたダムである。
国土交通省北陸地方整備局が管理を行う国土交通省直轄ダム。高さ87メートルの重力式コンクリートダムで、荒川水系では最も堤高が高いダムである。大石川及び荒川下流の治水と荒川水力電気による水力発電が目的の特定多目的ダムであり、1967年（昭和42年）の羽越豪雨を契機に建設された。ダムによって形成された人造湖は河川名と地名を採っておおいし湖と命名された。

## 沿革
荒川は新潟県下越地方を流れる水量の豊富な河川であるが、古来より氾濫を繰り返した。1966年（昭和41年）と1967年（昭和42年）には連続してこの地域を集中豪雨が襲ったが、特に1967年の豪雨は羽越豪雨・羽越水害と別称され、荒川流域は荒川・大石川の堤防決壊で多くの死者・行方不明者と農地への甚大な被害を出し、さらに赤芝ダム・岩船ダムといった水力発電施設にも被害を与え、関川村は村予算の60年分にも及ぶ損害額を出したのを始め流域に未曽有の壊滅的被害をもたらした。
この当時荒川は二級河川として新潟県が管理する河川であったがこの羽越豪雨を機に建設省（現・国土交通省北陸地方整備局）は1968年（昭和43年）4月に荒川水系を一級河川に指定して、建設省直轄管理河川として災害復旧工事を推し進めた。同時に洪水調節の観点から計画高水流量（洪水時における最大限の河川流量）の改訂も必要となり、同年に「荒川水系工事実施基本計画」が策定され、羽越豪雨時の洪水流量を基本として洪水対策を図った。この中でダムによる洪水調節の必要性が生まれた。

## 目的
荒川本流には既に岩船ダム・赤芝ダムが建設されており、計画された洪水調節を行うだけのダムΟ適地が無かった。予備調査等の結果荒川下流部における最大の支流・大石川が着目され、関川村大石地点に特定多目的ダムを建設することで洪水調節を図ろうとした。ダムは1972年（昭和47年）より建設工事に着手し、1978年（昭和53年）に完成した。洪水調節の他、荒川流域の電源開発を行っている荒川水力電気株式会社による水力発電が目的であり、許認可出力は10,900キロワットである。
荒川水系の河川総合開発は大石ダム完成後も引き続き続けられ、国土交通省北陸地方整備局は荒川上流部の最大支流である横川に大石ダムと同じく特定多目的ダムの建設を計画。山形県西置賜郡小国町に横川ダムを建設し2008年（平成20年）に完成させた。これにより荒川水系におけるダム計画は完結し、今後の治水に期待が寄せられている。

## 地域の憩いの場
ダムは完成以後地域の治水に貢献しているが、「地域に開かれたダム」としての役割も果たしている。ダム及びダム湖周辺は公園として整備されており、キャンプ場や釣り場等が設置され、休日には憩いの場として親しまれている。この他ダムでは湖に流れ着く流木を利用し、チップ化してカブトムシの繁殖も行っている。
また、毎年8月28日に行われるえちごせきかわ大したもん蛇まつりの神輿がダム傍のトンネルに安置されていた時期もあった。

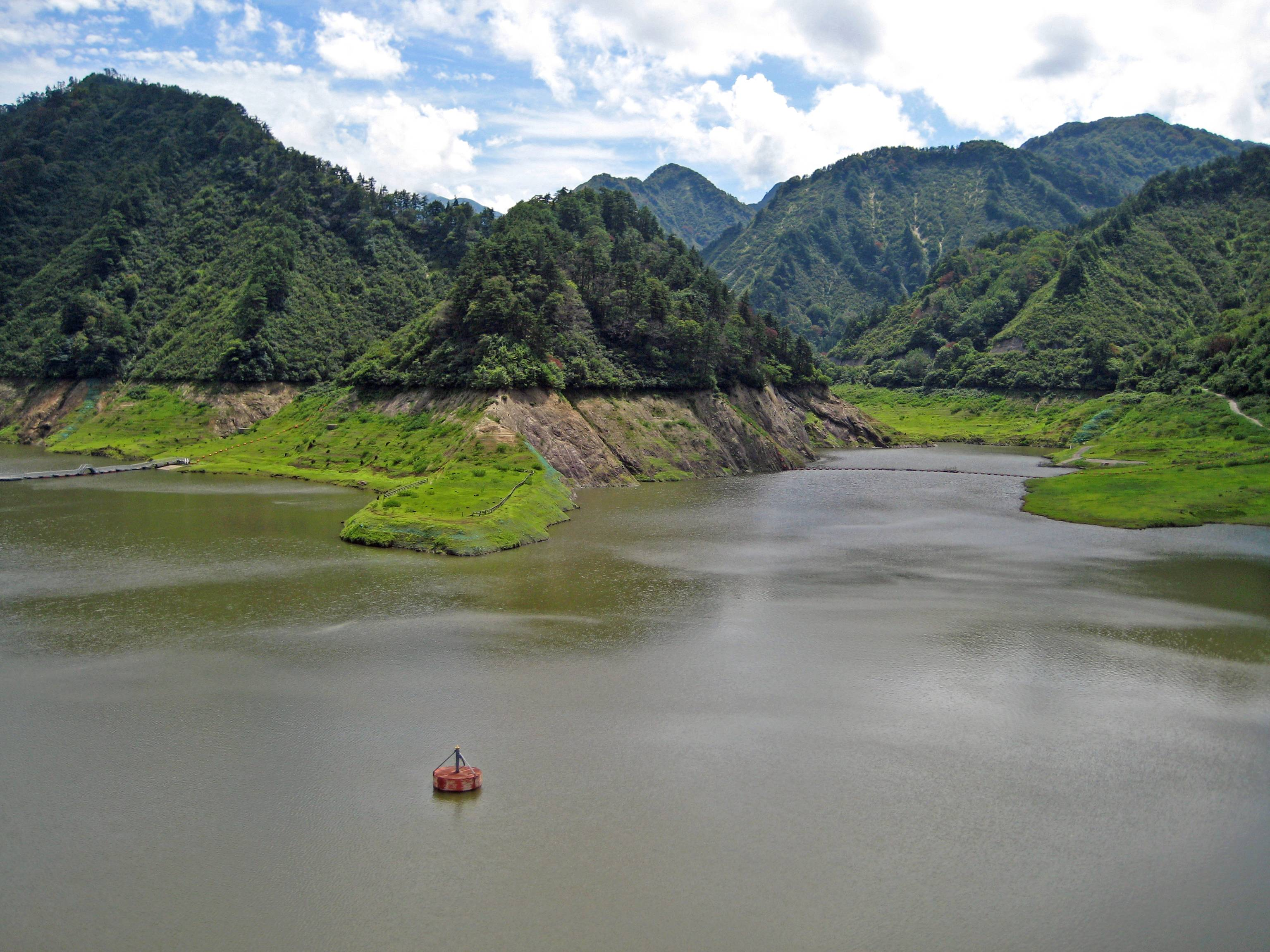
おおいし湖
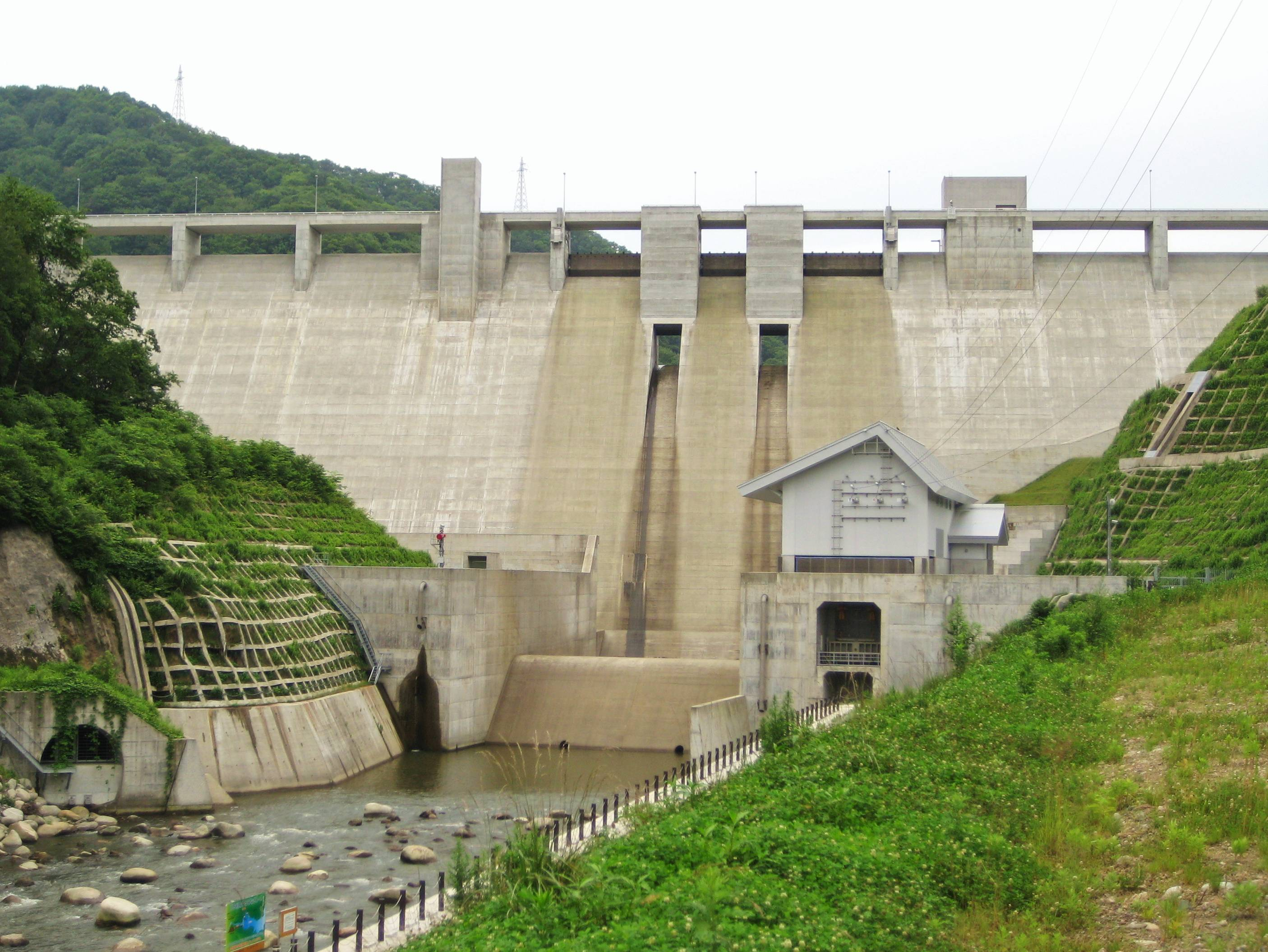
横川ダム